# Siergiej Czikiszew
Siergiej Czikiszew (kirg. Сергей Чикишев; ur. 29 lipca 1984, Kirgiska SRR) – kirgiski piłkarz, grający na pozycji napastnika, reprezentant Kirgistanu. 

## Kariera piłkarska

### Kariera klubowa
W 2002 rozpoczął karierę piłkarską w klubie RUOR Gwardija Biszkek. W 2005 przeniósł się do Dordoj-Dinamo Naryn. W 2008 został piłkarzem Szer-Ak-Dan Biszkek.

### Kariera reprezentacyjna
Występował w reprezentacji Kirgistanu. Łącznie rozegrał 11 spotkań, strzelił 3 gola.

## Sukcesy

### Sukcesy klubowe
- mistrz Kirgistanu: 2005, 2006, 2007
- zdobywca Pucharu Kirgistanu: 2005, 2006